# Лудуп, Роман Дамдынович
Лудуп, Роман Дамдынович (род. 28 сентября 1963) — поэт, прозаик, переводчик, член Союза писателей Тувы, член Союза писателей России.

## Биография
Лудуп Роман Дамдынович родился 28 сентября 1963 года в с. Нарын Эрзинского района Тувинской АССР. Родители его — отец Лудуп Дамдын Давыкович, 1930 года рождения, единственный сын последнего чейзена Эрзинского кожууна Лудупа; мать Яндак Сёрен Бээжиновна, 1929 года рождения, первая трактористка района. Роман — пятый ребёнок из многодетной семьи. В 1980 году окончил Нарынскую среднюю школу, а в 1983 году — Челябинский юридический техникум. В 1984—1986 гг. служил в рядах Вооружённых Сил, а в 2000 году окончил филологический факультет Тувинского государственного университета по специальности «Тувинский язык и литература». Работал директором клуба села Нарын, библиотекарем, старшим инспектором районного отдела социального обеспечения, секретарём комитета комсомола села Нарын, ширээте-ламой дацана «Тубтен Чонхорлино», директором компьютерной фирмы «Саян-компьютерс». В 1995—1999 гг. был учредителем и издателем газеты буддистов «Энерел» («Сострадание») на тувинском и русском языках. Редактор прозы и поэзии журнала «Улуг-Хем» и литературный консультант Союза писателей Республики Тыва.

## Творчество
Роман Лудуп — лирический поэт. Стихи начал писать с 1979 года. Печатался в районных и республиканских газетах, а также в литературно-художественном альманахе «Улуг-Хем». Участник республиканского совещания молодых писателей (1987). В 1990 году опубликован его первый сборник стихов «Ийи чагаа» («Два письма») в коллективном издании молодых авторов. Второй поэтический сборник «Чер-Дээрниң кыйгызы» («Зов Земли и Неба») издан в 2003 году. Поэтический сборник «Два письма» содержит в основном любовную лирику (стихотворения «Оттуушкун», «Ийи чагаа», «Сериин хатка күткүткен тал…», «Сайны, дошту хөртүк-хары хөме алган», «Ийи сонет», «Когаралдың салдарындан…», «Эргеленчиг сөзүң сөглем», «Сагыжымда бодал…» и т. д.).
В сборнике «Зов Земли и Неба» поэзия проникнута искренней любовью и переживаниями за судьбу своей Родины, своего народа (стихотворения «Хары черге боданыышкын», «Улаастайга…», «Аалчы кээрге…», «Шыяан ам», «Мөлдүк-калдык», «Чырыткылыг келир өй дээш…», «Хоозун суртаал тевиинге…» и т. д.), за судьбу всех живых существ, за душу каждого отдельного человека («Кыйгы», а также написанные в жанре «ожук дажы» стихотворения на буддийскую тему), за духовность и человечность. Автор романа «Долгий путь одной тишины».
Творческая деятельность обогащена переводами буддистской литературы на тувинский язык. Вышли в свет его переводы трудов: «Священная символика буддизма», «Золотой источник счастья», а также философско-просветительской брошюры «Куда смотрит Бог?». Переводческая деятельность Р. Лудупа вплотную соприкасается с его неустанной многолетней работой в качестве буддийской ламы. В 1992—1994 годы он учился в Санкт-Петербургском буддийском дацане Гунзэчойнэй. Много лет работает соржу-ламой в буддийском хурээ Ташипандэнлинг г. Кызыла, его все уважительно зовут Сундуй-башкы. Член Союза писателей Республики Тыва (1987). Член Союза писателей России (2002).

### Основные публикации
Лудуп, Роман Дамдьенович. Күскү сюита [Текст] : шүлүктер / Роман Лудуп. — Кызыл : Тываның Ю. Ш. Кюнзегеш аттыг ном үндүрер чери, 2013. — 74, [1] с.; 21 см; ISBN 978-5-7655-0809-1
Лудуп, Роман Дамдьенович. Два письма / Роман Лудуп. — Кызыл : Тувин. кн. изд-во, 1990. — 110,[1] с.; 16 см. — (Всходы).; ISBN 5-7655-0113-3 : 40 к
https://search.rsl.ru/ru/record/01001540995
Ийи чагаа чуректер //Лудуп Р. Аныяк шулукчулернин чыынды ному/ Р. Лудуп, Э.Мижит, Б. Куулар, А Хертек. — Кызыл ТывНУЧ, 1989. — Ар.4-32
Чер Дээрнин кыйгызы: шулуктер. — Кызыл: ТывНУЧ, 2002. — 77 ар.
Зов Неба и Земли: стихи. Кызыл : Тувин. кн. изд-во, 2002. — 77 с.

### Переводы
Аас-кежиктин алдын-булаа. — Кызыл, ТывНУЧ, 1999. — 42 ар.
Святой источник счастья. Сборник молитв. Кызыл : Тувин. кн. изд-во, 1999. — 42 с.
Сарыг шажыннын ыдык демдектери. — Эрзин, 1994. — 31 ар.
Священная символика буддизма: справочник. — Эрзин, 1994. — 31 с.